# 2001 au Canada
Pour un article plus général, voir Chronologie du Canada.
Cet article traite des événements qui se sont produits durant l'année 2001 au Canada.

## Événements
- Désignation de la réserve de biosphère de Southwest Nova, localisée au sud est de la Nouvelle-Écosse par l'UNESCO.[Quand ?]

### Janvier
- 2 janvier : Canal Famille change de nom pour VRAK.TV
- 17 au 21 janvier : Championnats du monde de ski acrobatique à Whistler

### Février
- 28 février (jusqu'au 4 mars) : Championnat d'Amérique du Nord, centrale et Caraïbe de football des moins de 20 ans. Seuls les matchs du groupe B ont pu être au Centennial Park Stadium à Toronto.

### Mars
- 12 mars : élection générale en Alberta — le Parti progressiste-conservateur conserve sa majorité à l'Assemblée législative ; le Parti libéral forme l'opposition officielle.

### Avril
- 18 avril : élection générale en Colombie-Britannique — le gouvernement du Nouveau Parti démocratique est défait par le Parti libéral, qui remporte tous les sièges sauf deux à l'Assemblée législative, et Gordon Campbell succède à Ujjal Dosanjh au poste de Premier ministre.

### Juillet
- 14 au 27 juillet : Jeux de la Francophonie à Ottawa (Ontario) et Hull (Québec)
- 18 juillet : Championnats du monde d'aquathlon à Edmonton en Alberta
- ?? juillet : Vol inaugural d'Air Saint-Pierre entre Saint-Pierre et Moncton

### Août
- 3 au 12 août : Championnats du monde d'athlétisme à Edmonton

### Septembre 2001
- 11 septembre : Attentats terroristes aux États-Unis: La frontière entre le Canada et les États-Unis est fermée à la suite d'un haut taux d'alerte au terrorisme. Le gouvernement canadien a lancé l'Opération Support et l'Opération Ruban jaune.
- 23 septembre : Cérémonie des MuchMusic Video Awards à Toronto. En raison de l'attentat du 11 septembre, le gala fut exceptionnellement pas diffusé sur la chaîne MuchMusic en respect des deux semaines de prières demandés[1],[2].

### Décembre
- 13 au 16 décembre : Finale du Grand Prix ISU 2001-2002 au Memorial Auditorium Complex à Kitchener

## À surveiller
- Sommet du G20 à Ottawa
- Défi mondial des moins de 17 ans de hockey à New Glasgow et Truro

## Naissances en 2001
- 6 mars : Aryana Engineer, actrice.
- 26 mai : Megan Charpentier, actrice.
- 22 juillet : Alisha Newton, actrice.

## Décès en 2001
- 18 janvier : Al Waxman, acteur, réalisateur et scénariste.
- 31 janvier : Gordon R. Dickson, écrivain de science-fiction.
- 28 février : Gildas Molgat, homme politique.
- 16 mars : Juliette Huot, comédienne.
- 23 mars : David McTaggart, environnementaliste.
- 3 juin : Maurice Breton, avocat et homme politique fédéral provenant du Québec.
- 7 juin : Charles Templeton, journaliste et politicien.
- 23 juin : Yvonne Dionne, l'une des Sœurs Dionne.
- 3 juillet : Mordecai Richler, écrivain.
- 11 septembre :
  - Garnet Bailey, joueur de hockey sur glace.
  - Plusieurs des personnes présentes lors de l'attentat du 11 septembre à New-York (occupations à déterminer)
- 18 septembre : Ernie Coombs, acteur et scénariste.
- 24 novembre : Donald McPherson, patineur.
- 14 décembre : Pauline Mills McGibbon, lieutenant-gouverneur de l'Ontario.